# Kostel svatého Benedikta (Lučice)
Kostel svatého Benedikta v Lučicích je filiální kostel farnosti Chlumec nad Cidlinou. Areál kostela, zvonice a hřbitova je situován na pravděpodobně umělém pahorku na levém břehu řeky Cidliny.

## Historie
Kostel je na tomto místě zmiňován již roku 1380 a byl zřejmě dřevěný. V 16. století pak byla v jeho blízkosti zbudována dřevěná zvonice, která je pravděpodobně zachována do současnosti (možná byla v průběhu časů nahrazena replikou, ale průzkum potvrzující tuto teorii chybí). Zvony umístěné ve zvonici nesou datování 1575 (byl později zrekvírován) a 1586 (zůstal ve zvonici). V roce 1718 došlo k přestavbě kostela na zděný barokní.

## Architektura
Kostel je jednolodní stavbou a některé jeho interiérové vybavení pochází z původního dřevěného kostelíka ze 14. století. Součástí interiéru jsou také varhany varhanáře Franze Aloise Hanische z roku 1877.
Dřevěná zvonice stojící na jižní straně kostela má polygonální půdorys, štenýřovou konstrukci a je jedinou dochovanou dřevěnou stavbou svého druhu v Čechách s otevřeným podchodným přízemím.
Celý areál je obklopen hřbitovem obehnaným zdí přibližně obdélníkového půdorysu.

## Současnost
V kostele se konají bohoslužby pravidelně každou první sobotu v měsíci.

## Galerie

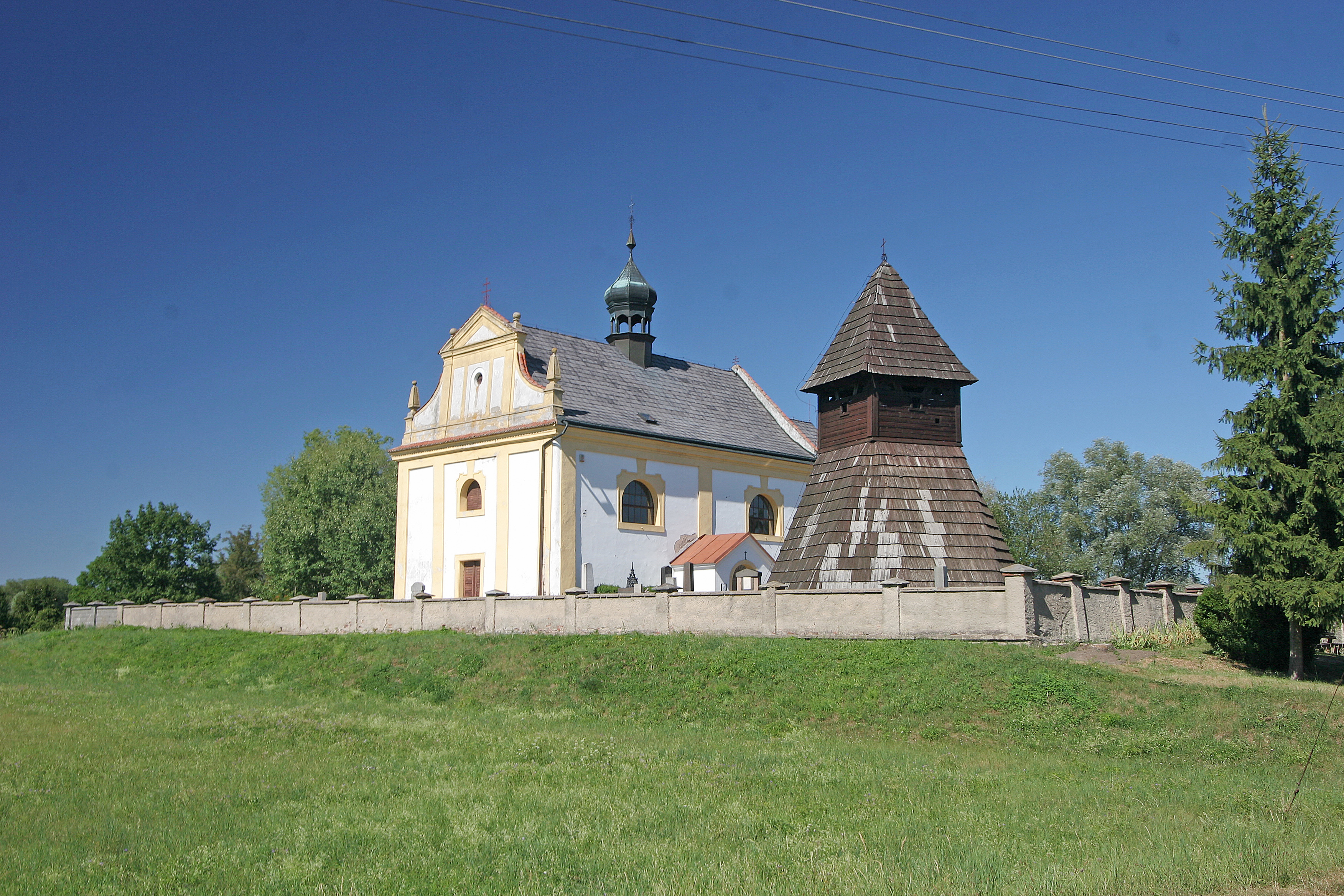
Areál kostela - pohled od zvonice
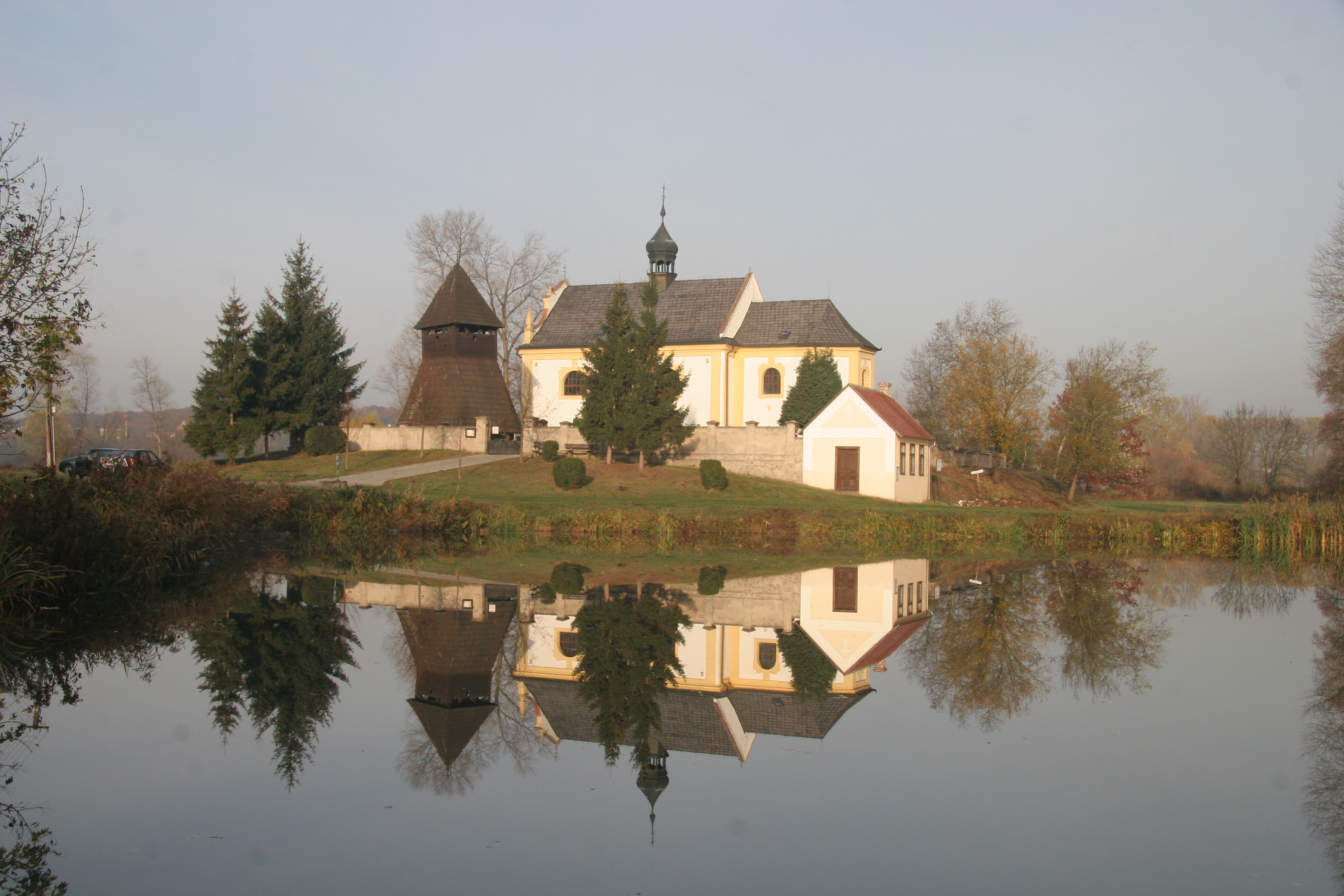
Areál kostela - pohled od rybníka